# Korps-Abteilung
De Korps-Abteilung was de naam, die werd gegeven aan provisorische eenheden van de Duitse Wehrmacht ter grootte van een divisie, die aan het oostfront werden gevormd in de jaren 1943 en 1944 tijdens de Tweede Wereldoorlog.

## Oprichting
Tijdens de Duits-Russische oorlog leden de eenheden van de Duitse Wehrmacht in de loop van 1943 grote verliezen. Dit trof vooral de Duitse infanteriedivisies, die steeds hulpelozer werden tegenover het toegenomen gebruik van artillerie en tanks door het Rode Leger. In veel divisies konden de verliezen niet meer worden vervangen door nieuwe soldaten, waardoor hun operationele kracht en gevechtskracht drastisch daalden.
Met ingang van 2 november 1943 werden daarom voor het eerst drie gedecimeerde divisies samengevoegd tot Korps-Abteilungen. Deze Korps-Abteilungen werden georganiseerd als Infanterie-Division neuer Art, waarbij de regimenten werden aangeduid als Divisions-Gruppen (divisiegroepen). Ze leidden echter tot misleiding van de vijand, doordat ze korpsgrootte simuleerden. Om de traditie in stand te houden en een eventuele reformatie mogelijk te maken, behielden de drie divisiegroepen het aantal en de vervangende troepen van de divisie waaruit ze waren voortgekomen. Het artillerieregiment en de andere divisietroepen zetten het aantal en de traditie voort van de eerste van de drie initiële divisies, die ook de staf van de Korps-Abteilung vormden. Als gevolg van de verslechterende oorlogssituatie werd een herschikking van de divisies utopisch. Alle overgebleven Korps-Abteilungen werden later omgedoopt tot infanteriedivisies en de aantallen en tradities van de tweede en derde oorspronkelijke divisies werden gewist.
Bij de Heeresgruppe Süd werden de Korpsabteilungen "A", "B" en "C" gevormd en bij de Heeresgruppe Mitte de Korpsabteilungen "D" en "E". In maart 1944 werd bij de Heeresgruppe Südukraine de Korpsabteilung "F" gevormd. De laatste Korpsabteilungen, "G" en "H", werden na de catastrofale nederlaag van Heeresgruppe Mitte in de zomer van 1944 gevormd. (→Operatie Bagration).

## Lijst van Korps-Abteilungen
- Korps-Abteilung A: Uit de 161e, 293e en 355e Infanteriedivisies voortgekomen, werd op 27 juli 1944 in 161e Infanteriedivisie omgedoopt, die kort daarop bij Iași in augustus 1944 werd vernietigd.
- Korps-Abteilung B: Uit de 112e, 255e en 332e Infanteriedivisies voortgekomen, werd tussen 24 januari en 17 februari 1944 tijdens de Slag om Korsoen-Tsjerkasy vernietigd.
- Korps-Abteilung C: Uit de 183e, 217e en 339e Infanteriedivisies gevormd, werd tijdens de Lvov-Sandomierz-Operatie in de Brody-pocket op 22 juli 1944 vernietigd. De geplande omdoping naar 183e Infanteriedivisie vond daarom niet meer plaats.
- Korps-Abteilung D: Samenvoeging van de 56e en 262e Infanteriedivisies, werd tijdens de Sovjetaanval op Vitebsk van 22 tot 28 juni 1944 nagenoeg vernietigd (→Operatie Bagration) en werd vier weken later met een grenadierbrigade en twee grenadierregimenten opnieuw opgesteld en vervolgens op 10 september 1944 in 56e Infanteriedivisie omgedoopt.
- Korps-Abteilung E: Uit de 251e, 137e en 86e Infanteriedivisies gevormd, werd in Wit-Rusland en Polen ingezet en op 16 oktober 1944 in 251e Infanteriedivisie omgedoopt.
- Korps-Abteilung F: Nadat aan de 62e Infanteriedivisie reeds de resten van de 38e Infanteriedivisie waren toegevoegd, vormde deze divisie samen met de 123e Infanteriedivisie in maart 1944  een nieuwe Korps-Abteilung. Deze werd op 20 juli 1944 in 62e Infanteriedivisie omgedoopt en bij Iași in augustus 1944 vernietigd.
- Korps-Abteilung G: In juli 1944 uit de resten van de 299e, 260e en 337e Infanteriedivisies in Oost-Pruisen gevormd en op 14 september 1944 in 299e Infanteriedivisie omgedoopt.
- Korps-Abteilung H: In juli 1944 uit de samenvoeging van de 95e, 197e en 256e Infanteriedivisies voortgekomen en in Litouwen ingezet. Werd op 10 september in 95e Infanteriedivisie omgedoopt.